# California (1947)
California is een Amerikaanse western uit 1947 onder regie van John Farrow. Destijds werd de film in Nederland uitgebracht onder de titel Californië.

## Verhaal
Lily Bishop sluit zich aan bij een karavaan naar Californië onder leiding van Michael Fabian en Jonathan Trumbo. Door het nieuws van de goldrush wordt de karavaan uiteengedreven. Als Jonathan en Michael uiteindelijk aankomen, is Lily rijk geworden door haar café en kapitein Pharaoh Coffin zet de mijnwerkers af. Intussen wordt Californië langzaam een staat.

## Rolverdeling
| Acteur             | Personage                   |
| ------------------ | --------------------------- |
| Ray Milland        | Jonathan Trumbo             |
| Barbara Stanwyck   | Lily Bishop                 |
| Barry Fitzgerald   | Michael Fabian              |
| George Coulouris   | Kapitein Pharaoh Coffin     |
| Albert Dekker      | Mijnheer Pike               |
| Anthony Quinn      | Don Luís Rivera y Hernandez |
| Frank Faylen       | Whitey                      |
| Gavin Muir         | Booth Pennock               |
| James Burke        | Pokey                       |
| Eduardo Ciannelli  | Pastoor                     |
| Roman Bohnen       | Kolonel Stuart              |
| Argentina Brunetti | Elvira                      |
| Howard Freeman     | Senator Creel               |
| Julia Faye         | Vrouw op huifkar            |